# Liste der Monuments historiques in Coublanc (Haute-Marne)
Die Liste der Monuments historiques in Coublanc führt die Monuments historiques in der französischen Gemeinde Coublanc auf.

## Liste der Immobilien
| Bezeichnung                 | Beschreibung           | Standort              | Kennzeichnung | Schutzstatus | Datum | Bild           |
| --------------------------- | ---------------------- | --------------------- | ------------- | ------------ | ----- | -------------- |
| Kirche St-Pierre-et-St-Paul | ab dem 12. Jahrhundert | Rue du Chateau (Lage) | PA00135313    | Inscrit      | 1995  | weitere Bilder |
| Lanterne des Morts          | Totenleuchte, 1537     | Rue du Chateau (Lage) | PA00078997    | Classé       | 1965  |                |

## Liste der Objekte
| Bezeichnung                                  | Beschreibung                                                                                        | Standort                                  | Kennzeichnung | Schutzstatus | Datum | Bild |
| -------------------------------------------- | --------------------------------------------------------------------------------------------------- | ----------------------------------------- | ------------- | ------------ | ----- | ---- |
| Gemälde Tod des heiligen Josef               | Ölfarbe auf Leinwand, 17. oder 18. Jahrhundert                                                      | in der Kirche St-Pierre-et-St-Paul (Lage) | PM52001752    | Inscrit      | 1975  |      |
| Skulptur Petrus                              | Holz, farbig gefasst, 18. Jahrhundert                                                               | in der Kirche St-Pierre-et-St-Paul (Lage) | PM52000246    | Classé       | 1971  |      |
| Prozessionsstab Madonna mit Kind             | Holz, farbig gefasst, 19. Jahrhundert                                                               | in der Kirche St-Pierre-et-St-Paul (Lage) | PM52001747    | Inscrit      | 1975  |      |
| Skulptur Heilige Barbara                     | Kalkstein, farbig gefasst, erste Hälfte des 16. Jahrhunderts                                        | in der Kirche St-Pierre-et-St-Paul (Lage) | PM52001743    | Inscrit      | 1974  |      |
| Skulptur Madonna mit Kind (1)                | Holz, farbig gefasst, 19. Jahrhundert                                                               | in der Kirche St-Pierre-et-St-Paul (Lage) | PM52001745    | Inscrit      | 1975  |      |
| Gemälde Anbetung der Könige                  | Ölfarbe auf Leinwand, 19. Jahrhundert                                                               | in der Kirche St-Pierre-et-St-Paul (Lage) | PM52001751    | Inscrit      | 1975  |      |
| Altarflügel Flucht nach Ägypten              | verso: Verkündigungsengel in Grisaille; Ölfarbe auf Holz, zweite Hälfte des 16. Jahrhunderts        | in der Kirche St-Pierre-et-St-Paul (Lage) | PM52000243    | Classé       | 1960  |      |
| Skulptur Madonna mit Kind (2)                | Holz, farbig gefasst, 18. Jahrhundert                                                               | in der Kirche St-Pierre-et-St-Paul (Lage) | PM52001746    | Inscrit      | 1975  |      |
| Rechter Seitenaltar                          | Altartisch und Retabel; Holz, farbig gefasst und vergoldet, 17. Jahrhundert                         | in der Kirche St-Pierre-et-St-Paul (Lage) | PM52001753    | Inscrit      | 1975  |      |
| Hauptaltar                                   | Altartisch, Tabernakel, Retabel und Exposition; Holz, farbig gefasst und vergoldet, 18. Jahrhundert | in der Kirche St-Pierre-et-St-Paul (Lage) | PM52001754    | Inscrit      | 1975  |      |
| Altarflügel Zug der heiligen drei Könige     | verso: Verkündigungsmadonna in Grisaille; Ölfarbe auf Holz, zweite Hälfte des 16. Jahrhunderts      | in der Kirche St-Pierre-et-St-Paul (Lage) | PM52000244    | Classé       | 1960  |      |
| Skulptur Paulus                              | Holz, farbig gefasst, 18. Jahrhundert                                                               | in der Kirche St-Pierre-et-St-Paul (Lage) | PM52000245    | Classé       | 1971  |      |
| Skulptur Erzengel Michael                    | Holz, farbig gefasst und vergoldet, 17. Jahrhundert                                                 | in der Kirche St-Pierre-et-St-Paul (Lage) | PM52001744    | Inscrit      | 1974  |      |
| Porzessionsstab Heilige Katharina            | Holz, vergoldet, 19. Jahrhundert                                                                    | in der Kirche St-Pierre-et-St-Paul (Lage) | PM52001748    | Inscrit      | 1975  |      |
| Prozessionsstab Petrus und Paulus            | Holz, Gips, farbig gefasst, 19. Jahrhundert                                                         | in der Kirche St-Pierre-et-St-Paul (Lage) | PM52001749    | Inscrit      | 1975  |      |
| Prozessionsstab Heiliger Josef mit Jesuskind | Holz, Gips, farbig gefasst, 19. Jahrhundert                                                         | in der Kirche St-Pierre-et-St-Paul (Lage) | PM52001750    | Inscrit      | 1975  |      |